# Psilopterinae
De Psilopterinae zijn een onderfamilie van de familie van uitgestorven schrikvogels (Phorusrhacidae). De onderfamilie omvat de kleinste soorten van de tot nu bekende schrikvogels. De kleinste soort Psilopterus bachmanni was slechts 70 cm hoog en woog minder dan zeven kilogram.
De Psilopterinae zijn de meest wijdverspreide schrikvogelonderfamilie, met vondsten van Brazilië tot Argentinië. Ook is het de onderfamilie met het breedste biochron (verspreiding door de tijd), van het late Paleoceen tot het vroege Plioceen.

## Geschiedenis
De onderfamilie werd oorspronkelijk beschreven als de familie Psilopteridae door Dolgopol de Saez in 1927. In 2003 veranderden Alvarenga en Höfling in hun systematische revisie van de Phorusrhacidae de status in onderfamilie, en plaatsten die in de familie Phorusrhacidae. Deze classificatie werd in 2007 gevolgd door Bertelli et al. in hun beschrijving van het nieuwe schrikvogelgeslacht Kelenken.

## Kenmerken
De leden van de Psilopterinae zijn, in vergelijking met andere schrikvogels, relatief klein, met dunnere poten en een lichtere, sierlijkere bouw. Ze hebben redelijk grote neusgaten, en de rostrale rand van de fenestra antorbitalis (een opening in de schedel, vóór de oogkas) is vrij schuin. In de onderkaak bevindt zich een sterk verlengde opening (fenestra), soms onderbroken, zodat er twee openingen zijn. De symphysis mandibulae (een zone in de onderkaak) is relatief klein in vergelijking met de lengte van de onderkaak. De halswervels zijn langer en smaller dan die van de andere onderfamilies van de schrikvogels. De botten in de poten zijn slanker, vergeleken met die van de Patagornithinae en de Phorusrhacinae. De lengte van de tarsometatarsus is ongeveer 70 tot 75% van die van de tibiotarsus.

## Geslachten
De onderfamilie omvat de volgende drie geslachten:
- Psilopterus Moreno & Mercerat, 1891
- Procariama Rovereto, 1914
- Paleopsilopterus Alvarenga, 1985